# Sint-Quintinuskerk (Gelinden)

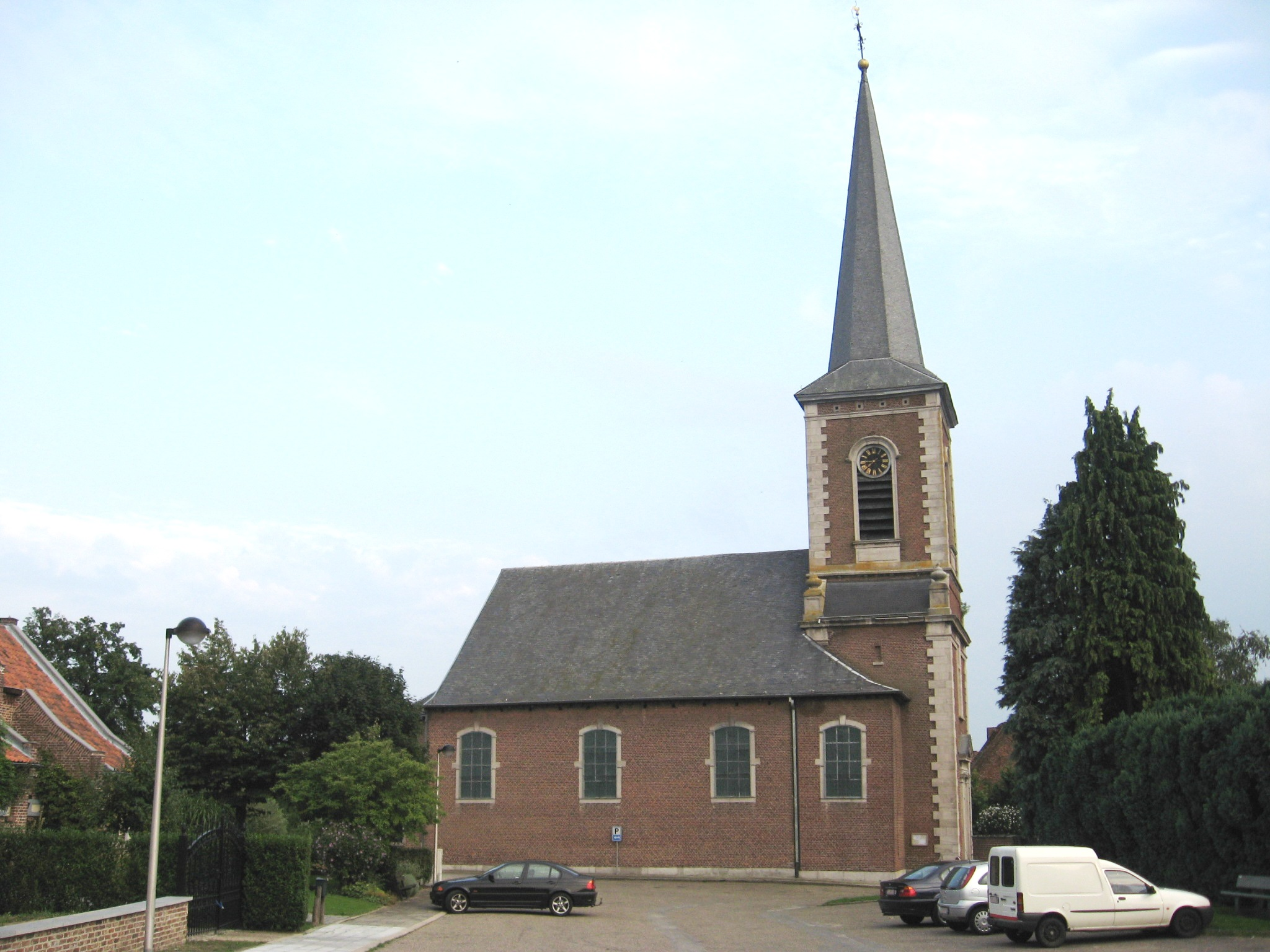
Sint-Quintinuskerk

De Sint-Quintinuskerk is de parochiekerk van Gelinden, gelegen aan Sint-Quintinusstraat 2.
Het is een driebeukige classicistische kerk uit 1791. De huidige halfingebouwde westtoren is van 1873 en werd ontworpen door Joseph Laurent Jaminé. De toren heeft twee geledingen, en de bovenste geleding is smaller dan de onderste.
Het bouwwerk is opgetrokken in baksteen, met gebruik van kalksteen voor vensteromlijstingen, hoekbanden en dergelijke.
De kerk wordt omgeven door een grasveld, waar vroeger het kerkhof was. Kerk en omgeving werden in 1998 geklasseerd als monument respectievelijk beschermd dorpsgezicht.
Op 1 oktober 2019 zijn de renovatiewerken gestart aan de ramen. Het gebouw zal een andere bestemming krijgen gezien de eucharistievieringen er niet meer doorgaan.

## Interieur
Het interieur is laat-classicistisch, maar het meubilair is in barokstijl. Dit is afkomstig uit het klooster der Geschoeide Karmelieten te Hoei. Het werd aangekocht in 1802 en omvatte een aan Jean Del Cour toegeschreven hoofdaltaar (ongeveer 1700), twee zijaltaren (begin 18e eeuw), biechtstoelen, communiebank en kerkbanken (1e helft 18e eeuw).
Het Sint-Kwintensaltaar heeft als altaardoek: "Kruisafneming", en het Maria-altaar heeft als altaardoek: "Aanbidding der Wijzen", beide van begin 18e eeuw.
Voorts bezit de kerk een eiken Sint-Sebastiaanbeeld (eind 16e eeuw); eiken gepolychromeerd Mariabeeld (eind 17e eeuw); eiken gepolychromeerd Kruisbeeld (eind 17e eeuw), Sint-Jozef met Kind (ongeveer 1700). Het kalkstenen doopvont is 15e eeuw.